# Балка Котова
Балка Котова — балка (річка) в Україні у Томаківському й Солонянському районах Дніпропетровської області. Ліва притока річки Комишуватої Сури (басейн Дніпра).

## Опис
Довжина балки приблизно 6,29 км, найкоротша відстань між витоком і гирлом — 5,42 км, коефіцієнт звивистості річки — 1,16. Формується декількома балками та загатами. На деяких ділянках балка пересихає.

## Розташування
Бере початок на північно-західній стороні від села Китайгородка в урочищі Любимівка. Тече переважно на північний захід і у селі Михайлівка впадає в річку Комишувату Суру, праву притоку річки Мокрої Сури.

## Цікаві факти
- У XIX столітті на балці існували декілька вітряних млинів[1].